# Storrs Lovejoy Olson
Storrs Lovejoy Olson (Chicago, Illinois, 3 april 1944 - Fredericksburg, 20 januari 2021) was een Amerikaanse bioloog en ornitholoog verbonden aan de Smithsonian Institution. Hij was een internationaal vooraanstaand paleo-ornitholoog. In 1967 kwam hij in contact met Alexander Wetmore (toen oud-bestuurslid van de Smithsonian Institution) die hem attent maakte op werk bij de United States Fish and Wildlife Service waar hij de collectie vogelbotten van de afdeling ornithologie kon onderzoeken.
In 1969 behaalde bij de doctorstitel aan de biologiefaculteit van de Johns Hopkins-universiteit met als specialiteit paleo-ornithologie. Daarna financierde de Smithsonian Institution in de jaren 1970 Olsons onderzoek aan vogelbotten op de eilanden Ascension en Sint-Helena. Hij deed daar opmerkelijke ontdekkingen, waaronder de Sint-Helenahop en de Sint-Helenaporseleinhoen. In 1976 ontmoette hij zijn toekomstige echtgenote Helen James, opgeleid als biologisch antropoloog, die ook verderging in de paleo-ornithologie. Samen deden zij, in opdracht van het National Museum of Natural History, 23 jaar lang baanbrekend onderzoek op Hawaii en beschreven zij 50 uitgestorven vogelsoorten die nieuw waren voor de wetenschap.
In 1982 bewees hij aan de hand van subfossiele botjes het bestaan van een uitgestorven soort kolibrie op de Bahama's, de Braces smaragdkolibrie. In 1999 bestreed Olson de claim dat het fossiel Archaeoraptor een gevederde dinosauriër zou zijn en dus de missing link tussen vogels en dinosauriërs. Het fossiel bleek een vervalsing.
Olson bleef na zijn emeritaat in 2009 verbonden met het National Museum of Natural History en was lange tijd de conservator van de afdeling vogels. Diverse uitgestorven vogelsoorten zijn als eerbetoon naar hem vernoemd: Nycticorax olsoni, Himantopus olsoni, Puffinus olsoni, Primobucco olsoni, Gallirallus storrsolsoni en Quercypodargus olsoni.
- Bibsys: 90288100
- Bibliothèque nationale de France: cb127976852 (data)
- CiNii: DA03086476
- Gemeinsame Normdatei: 1057282596
- International Standard Name Identifier: 0000 0001 0921 2796
- Library of Congress Control Number: n80032031
- Nationale Bibliotheek van Tsjechië: uk2007353804
- Nationale Bibliotheek van Israël: 987007270944605171
- Nederlandse Thesaurus van Auteursnamen: 06810149X
- ORCID: 0000-0002-5707-7442
- Système universitaire de documentation: 131799711
- Museum of New Zealand Te Papa Tongarewa: 30579
- Virtual International Authority File: 85244840
- WorldCat: E39PBJcC4DrrxYC6jhBxJx4Xh3